# Andreas Lindbergh
Eric Andreas Jayasekera Lindbergh (tidigare Lindberg), född 16 augusti 1974 på Sri Lanka, är en svensk sångare, gitarrist, keyboardist, trummis, basist, musikproducent och låtskrivare. Hemsida: giri.se

## Diskografi

### Medverkar på album
- 1997 – Stulna andetag med Partypolarna.[4]
- 1999 – Små, små ord med Partypolarna.[5]
- 2001 – Murder lies and butterflies med Dinah Moe Humm (Service Records).[6]
- 2006 – Giri med Giri (RoastingHouse Music).[7]
- 2012 – Fidget med Giri (RoastingHouse Music).[8]
- 2012 - Last Night On Earth med The Highs & Lows
- 2016 - Tiger Heart med Last Night On Earth
- 2018 - Fin De Cinema med The Highs & Lows
- 2018 - Nodes med Mono Dancer

### Kompositioner
- 1997 – Sommar pop med Partypolarna (skriven tillsammans med Johan Eriksson).[4]
- 1997 – Frusna tårar med Partypolarna (skriven tillsammans med Johan Eriksson).[4]
- 1999 – Zon med Partypolarna (skriven tillsammans med Johan Eriksson).[5]
- 1999 – Som i en film med Partypolarna (skriven tillsammans med Johan Eriksson).[5]
- 2009 – Runaway med Annis (skriven tillsammans med Annis Brander, Henrik Åström och Jörgen Källgren).[9]

### Melodifestivalen
- 2023 – Låt hela stan se på med Ida-Lova (skriven tillsammans med Ida-Lova Lind, Joy Deb och Linnea Deb).[10]
- 2023 – Six Feet Under med Smash Into Pieces (skriven tillsammans med Benjamin Jennebo, Chris Adam, Jimmy "Joker" Thörnfeldt, Joy Deb, Linnea Deb och Per Bergquist).[10]
- 2024 – Heroes Are Calling med Smash Into Pieces (skriven tillsammans med Benjamin Jennebo, Chris Adam Hedman Sörbye, Jimmy Thörnfeldt, Joy Deb, Linnea Deb, Per Bergquist.[11]
- 2025 - Kamikaze Life med Maja Ivarsson (skriven tillsammans med Maja Ivarsson, Linnea Deb, Jimmy Thörnfeldt och Joy Deb